# Paranoid Android (software)
Paranoid Android é um sistema operacional (SO) de código aberto, para smartphones e tablets com base na plataforma Android, fundado pelo Paul Henschel. A versão mais recente é o Topaz 1, baseado no Android 13, lançado em 2 de fevereiro de 2023.

## História
Em outubro de 2015, o membro da equipe Matt Flaming disse ao Android Authority que o projeto seria suspenso. Em junho de 2016, a equipe do Paranoid Android anunciou que estava de volta com novos membros da equipe. Isso coincidiu com o lançamento de uma nova versão do Paranoid Android, que é baseada no Android 6.0.1 Marshmallow, com o patch de segurança de maio, e inclui novos recursos de personalização. Em 8 de junho de 2016, o Paranoid Android suportou o Nexus 6P, Nexus 5X, Nexus 6, Nexus 5, Nexus 4, Nexus 7 2013, Nexus 9, OnePlus One, OnePlus 2 e OnePlus X.
Em 31 de maio de 2017, a equipe anunciou que lançou a versão Nougat do Paranoid Android. Esta versão é baseada no Android 7.1.2 Nougat, com o recurso mais notável sendo o retorno dos controles de torta. Os dispositivos suportados incluem o OnePlus 3, Nexus 5X, Nexus 6P, Google Pixel e Google Pixel XL.
Em maio de 2018, a conta do Google da Paranoid Android no Google+ postou uma atualização sobre o status do projeto. Os desenvolvedores ficaram sem fundos, causando o desligamento do site e da Gerrit, interrompendo todo o trabalho nas versões do Oreo. A equipe afirmou que eles estavam prestes a ser liberados, mas não conseguiram continuar sem fundos e, portanto, procuraram doações para a comunidade.
O projeto foi relançado com um novo conjunto de lançamentos estáveis chamado "Quartz" (baseado no Android 10) em 16 de abril de 2020, para um conjunto limitado de dispositivos.